# Podcast
Podcast, podcasting, spolszczone: podkast– forma internetowej publikacji dźwiękowej lub filmowej, najczęściej w postaci regularnych odcinków. Osoba tworząca podcasty to podcaster (podkaster).

## Geneza
Nazwa wzięła się z połączenia słów iPod (odtwarzacz muzyczny firmy Apple) i broadcast (z ang. „transmisja, przekaz”). Według innych źródeł nazwa pochodzi od skrótu określenia „Personal On Demand”.
Początki podkastingu sięgają 2000, kiedy to pojawił się pierwszy szkic dotyczący użycia technologii RSS do publikowania treści audio i wideo. Gwałtowny wzrost zainteresowania podkastingiem nastąpił na przełomie lat 2004 i 2005. O ile jeszcze pod koniec września 2004 liczba przypadków znajdowanych przez wyszukiwarkę Google oscylowała w granicach 500, to rok później było to ponad 100 mln. Google Trends datuje pierwsze zapytania dotyczące słowa „podcast” na koniec września 2004
Do słuchania podkastów wystarczy komputer odtwarzający cyfrowe pliki dźwiękowe (np. w formacie MP3) lub pliki wideo w przypadku podkastu wideo (tzw. videocastu) oraz oprogramowanie pobierające i katalogujące transmisje na podstawie informacji zawartych w publikowanych razem z podkastami plikach RSS.
Podkast może mieć formę nieformalnego bloga, profesjonalnej audycji radiowej, kursu językowego lub hobbystycznego albo odcinków historii czytanej przez lektora. 
Wiele powieści było najpierw publikowanych w odcinkach w postaci podkastów (Earthcore, Ancestor i Infection Scotta Singlera, Déjà Vu Iana Hockinga, Tom Corven Paula Story), a inne są rozpowszechniane jako podkast, aby zwiększyć popularność wersji drukowanej i ułatwić publikację kolejnych części (Brave Men Run Matthew Wayne Selznicka). Prezydent USA George W. Bush publikował swoje sobotnie przemówienia w formie podkastów; autorskie podkasty publikują wielkie korporacje medialne, takie jak CNN oraz BBC. Uczelnie Berkeley i Stanford udostępniają w formie podkastów wybrane wykłady, muzykę i audycje radia studenckiego.

## Rozwój
Według raportu Podcast Research Edison już w 2012 prawie 30% Amerykanów słuchało podkastów.

## Podkasting w Polsce
W Polsce zjawisko podkastingu pojawiło się na początku 2005, a za pierwszy podkast uznawana jest audycja „Warsaw calling”, prowadzona przez dwóch Włochów – Pierluigiego i Leonardo, która zaczęła publikację odcinków w lutym 2005.  Za pierwszego polskiego podkastera uważa się Jacka Artymiaka. Wśród podkasterów, którzy w tamtym czasie również rozpoczęli nadawanie, są m.in. Martin Lechowicz, Borys Kozielski, Filip Dawidziński.

### Polska pisownia
Pisownia spolszczona – przez „k” – jest coraz częściej spotykana, mimo że wielu podkasterów preferuje pisownię przez „c”. Normatywista Jan Grzenia zauważa, że wyraz ten ugruntował się w języku polskim, o czym świadczy jego odmienność w praktyce językowej i istnienie spolszczonej formy ortograficznej. Lingwista przewiduje możliwość pełnego spolszczenia tego słowa poprzez konsekwentne stosowanie zapisu „podkast” we wszystkich przypadkach gramatycznych.

## Polacy w European Podcast Award
W latach 2009–2012 organizowany był europejski konkurs na najlepszy podkast – European Podcast Award. Polacy brali w nim udział od edycji 2010. W jury konkursu od 2011 r. zasiadali także polscy zwycięzcy z lat ubiegłych. Po śmierci informatyka obsługującego strony głosowania organizatorzy zaprzestali prac na kolejnymi edycjami.

### Zwycięzcy EPA 2010 dla Polski[12]
- kategoria Personality: Polskie Detroit
- kategoria Non-profit: Pozytywne Zacisze
- kategoria Business: Podcasty Deloitte
- kategoria Professional: Myszka.org

### Zwycięzcy EPA 2011 dla Polski[13]
- kategoria Personality: K-pok Podcast
- kategoria Non-profit: Tyflopodcast
- kategoria Business: nagrody nie przyznano ze względu na zbyt małą liczbę zgłoszeń
- kategoria Professional: Radio 9 Lubin

### Zwycięzcy EPA 2012 dla Polski[14]
- kategoria Personality: Podcast BEZ NAZWY!
- kategoria Non-profit: nagrody nie przyznano ze względu na zbyt małą liczbę zgłoszeń
- kategoria Business: nagrody nie przyznano ze względu na zbyt małą liczbę zgłoszeń
- kategoria Professional: Mój odtwarzacz – My Pocket Player